# Atschit Nuur
Der Atschit Nuur (mongolisch Ачит нуур; russisch Ачит-Нуур) ist ein Süßwassersee im Westen der Mongolei.
Der See erstreckt sich in einem von Bergen umrahmten Tal auf einer Höhe von 1435 m. Die Wasserfläche beträgt 290 km². Er weist eine Längsausdehnung von 28 km und eine maximale Breite von 16 km auf. Die maximale Tiefe beträgt ca. 10 m. Entlang seinem Ufer erstreckt sich eine Wüstenlandschaft. Lediglich im Nordosten grenzt eine Sumpflandschaft an das Seeufer. Der See wird von mehreren Flüssen gespeist. Im Süden wird der See über den Ussun-Cholai zum Chowd Gol hin entwässert.